# The Family Album
The Family Album, The Rick Wakeman New Age Collection is een studioalbum van Rick Wakeman.
Met Country Airs maakte Rick Wakeman zijn eerste muziekalbum met New agemuziek. Alhoewel eerst tegen zijn muzikale zin, had hij toch de smaak te pakken, want ook de opvolger The Family Album is in die muzieksoort geschreven. De titel verwijst naar de toenmalige familie Wakeman. Terugkijkend bij het schrijven van teksten bij dit album voor zijn website zou het nu niet meer (kunnen) schrijven. Er zijn familieleden overleden en zijn huwelijk met Nina Carter liep schipbreuk. Het album is opgenomen in de Studio House, Wraysbury.

## Musici
- Rick Wakeman – toetsinstrumenten.

## Tracklist
| Nr. | Titel                                                 | Duur |
| --- | ----------------------------------------------------- | ---- |
| 1.  | Black beauty (zwart konijn)                           | 3:43 |
| 2.  | Adam (tweede zoon)                                    | 2:43 |
| 3.  | Jemma (dochter; oorspronkelijke titel Jump and dance) | 3:35 |
| 4.  | Benjamin (derde zoon)                                 | 3:16 |
| 5.  | Oscar (vierde zoon)                                   | 5:02 |
| 6.  | Oliver (eerste zoon)                                  | 3:18 |
| 7.  | Nina (toenmalige echtgenote)                          | 5:16 |
| 8.  | Wiggles (zwart/wit konijn)                            | 2:53 |
| 9.  | Chloe (Duitse herder)                                 | 3:59 |
| 10. | Kookie (kat)                                          | 3:52 |
| 11. | Tilly (Golden retriever)                              | 4:44 |
| 12. | Mum                                                   | 4:48 |
| 13. | Dad                                                   | 3:39 |
| 14. | The day after the fair (filmmuziek)                   | 4:23 |
| 15. | Mackintosch (documentairemuziek)                      | 3:10 |